# نیلز پتر مولور
نیلز پتر مولور (انگلیسی: Nils Petter Molvær؛ زادهٔ ۱۸ سپتامبر ۱۹۶۰) موسیقی‌دان، آهنگساز اهل نروژ است.